# Jeroni Amiguet i Breçó
Jeroni Amiguet i Breçó (Tortosa?, segle XV - Barcelona?, 1530-64?) fou un metge i llatinista humanista català.
Nascut probablement a la ciutat de Tortosa al segle xv, fou batxiller en arts i medicina i catedràtic de gramàtica i retòrica de la Universitat de València. Anteriorment, ensenyà humanitats a Oliva, Gandia, a la seva Tortosa natal i també a Lleida. Fou professor de Joan Lluís Vives, i segons una anècdota recollida per Palmireno en la seva obra Latino de repente, suposadament influí sobre Vives perquè el 1507 pronunciés un discurs contra el mètode d'ensenyament d'Elio Antonio de Nebrija. L'anàlisi de l'obra d'Amiguet, en especial de la seva Introductio ad artem grammaticam (Barcelona, impr. Carles Amorós, 1514), una breu gramàtica catalano-llatina per a facilitar precisament la comprensió de la de Nebrija, demostra que, ben al contrari, Amiguet fou un dels principals valedors de Nebrija a la Corona d'Aragó. Segons Germà Colón i Amadeu J. Soberanas, la indicada Introductio consta de tres parts: en les dues primeres sistematitza la morfologia llatina i la tercera és una còpia dels dos primers llibres de les Introduccions de Nebrija.
Una altra obra seva, els Sinonima uariationum sententiarum eleganti stilo constructa ex italico sermone in ualentinum, publicats a València per Cristòfor Coffman el 1502, és una adaptació del Sententiarum variationes seu Synonyma de l'italià Stefano Fieschi, un repertori d'un miler de frases en italià i en llatí, del qual Amiguet va traduir la versió italiana en català.
El 1503 edità la versió de Tomàs Duran del text escolar Aritmetica et geometria de Thomas Bradwardine. A València fou preceptor dels Palau, notable família de conversos tortosins, que creà el famós Còdex de Cambridge (manuscrit R. 14. 17 del Trinity College de Cambridge). A partir del 1505 i fins al 1515 el trobem documentat a Tortosa, exercint de metge i també de mestre major de l'Estudi de Gramàtica (1513-1514). Morí probablement a la ciutat de Barcelona entre 1530 i 1564.